# モデル事業
モデル事業とは、公共事業でおもに行われる事業の一つ。
ある地域またはある時期模範的に事業化して展開させその効用を確認し評価する事業。

## おもな事業例
- 桜づつみモデル事業 - 吉川村 (高知県)桜づつみ公園(物部川河口), 荒川桜づつみ河川公園、下条川 (富山県) 「桜堤モデル事業」など
- 農村総合整備モデル事業 - 農村環境と農業生産基盤の整備を同時に行う目的で発足させたモデル事業
- 国土交通省・長期優良先導モデル事業 - ポラスサステナブルシステムなど
- サッカーを中心としたスポーツ環境整備モデル事業(都道府県フットボールセンター整備助成事業 市原スポレクパーク, 新潟聖籠スポーツセンター, 守山市野洲川歴史公園サッカー場, 神栖市矢田部サッカー場 廿日市市サッカー場 押原公園 堺市立サッカー・ナショナルトレーニングセンターほか)
- 佐伯市宇目宅配事業 - 市が行っていた高齢者の生活支援を目的としたモデル事業（コミュニティビジネス実現化モデル事業商工会宅配モデル事業）
- 地域若者サポートステーション - いつでもどこでもサポートモデル事業として厚生労働省から委託を受けた団体が実施していた
- デュアルシステム - 日本版は、文部科学省がモデル事業として主に専門高校で
- マンション管理士#派遣モデル事業 - 国土交通省が事業を創設
- レジ袋有料化事業モデル事業  - 平成19年10月から実施している
- アイワンボルト#住宅・建築物耐震改修モデル事業の骨子
- 京都府私立高校魅力ある教育創造モデル事業
- 文部科学省教育改革推進モデル事業
- 大阪市教育委員会学校運動場の芝生化モデル事業（大阪府「校庭にみどりのじゅうたんを!」モデル事業）
- 国府町CATVケーブルテレビ事業 - 農村地域にもかかわらず政府のモデル事業に指定された
- 省エネルギーモデル事業 - 浜坂温泉郷が第1号に指定
- 総務省地域通貨システムモデル事業 - 泉都など
- 選定幼保一元化総合施設モデル事業 - 厚生労働省雇用均等・児童家庭局, 文部科学省 初等中等教育局 幼児教育課
- 文部科学省・県教委科学技術・理科教育推進モデル事業（｢理科大好きスクール｣事業）
- 水産庁「意欲と能力のある担い手育成計画モデル事業」- 須佐男命いかなど
- 旧郵政省提唱テレトピア構想モデル事業 - 新居浜テレコムプラザなど
- 経済産業省モデル事業「長崎県EV・PHVタウン」-  主要プロジェクト,トヨタ・プリウス貸出
- 旧建設省「ふるさとの川 モデル事業」- 引地川, 天願川など指定 徳島中央公園など
- 文部科学省指定国語力向上モデル事業
- 国土交通省耐震化システムモデル事業
- 夜間巡回介護モデル事業
- 環境省省エネ照明デザインモデル事業
- 米戸別所得補償モデル事業
- 文部科学省科学技術・理科教育推進モデル事業
- 農林水産省カントリーエレベーターモデル事業
- マンモグラフィ検診遠隔診断モデル事業
- 空き店舗モデル事業（まちの駅はちのへなど、国と青森県）
- 文部科学省「教育改革推進モデル事業」
- 新世代通信網パイロットモデル事業 - マルチメディア振興センターなど
- 地方再生モデル事業
- 地域若者サポートステーションモデル事業 - レンタルお兄さんなど
- 環境省エコスクール・パイロットモデル事業
- AKR共栄会 - もとは連合会内の「共同仕入」機構として設立されたモデル事業組織
- メガワットソーラー共同利用モデル事業
- 環境共生住宅市街地モデル事業
- わがむらは美しく推進モデル事業
- カーシェアリングと公共交通とを組み合わせたモデル事業
- 東京都水道局常用発電PFIモデル事業
- 総務省「地域ICT利活用モデル事業 遠隔医療プロジェクト」STNetなど指定
- 学力向上指導研究開発モデル事業
- 国土交通省観光交流空間づくりモデル事業
- 高次脳機能障害支援モデル事業
- 市場化テストモデル事業 - 公共職業安定所の求人開拓事業など
- 文部科学省女性研究者支援モデル事業
- バス路線総合整備モデル事業 - 実施都市が指定される
- 出産前小児保健指導モデル事業 - 妊産婦訪問指導
- JFAグリーンプロジェクト・ポット苗方式芝生化モデル事業
- 農村総合整備モデル事業 - 宮山遺跡ほか
- アメニティターミナル推進モデル事業 - 中突堤中央ターミナル「かもめりあ」など
- 警察庁子どもや女性を守るための匿名通報モデル事業
- 周産期医療施設オープン病院化モデル事業
- 環境省学校等エコ改修・環境教育モデル事業
- 北海道地域インターンシップモデル事業 - 北海道武蔵女子短期大学など参加
- 枚方市小中一貫英語教育研究モデル事業
- エコツーリズムモデル事業
- 文部科学省教育改革推進モデル事業
- 徳島県「光景観創造事業」モデル事業 - 佐古大橋ライトアップ 「新町川河畔ひかりのプロムナード」など
- 魚がのぼりやすい川づくり推進モデル事業
- 旧運輸省エコポートモデル事業 - 堺泉北港人工干潟など
- カメツキガメ印旛沼防除モデル事業
- インランド・デポ（内陸税関）モデル事業　-　盛岡貨物ターミナル駅から東京貨物ターミナル駅間。国土交通省関東地方整備局が推進するモデル事業
- 小田原市/生ごみ堆肥化モデル事業
- 学力向上指導研究開発モデル事業
- 北九州市ユビキタスモール構築モデル事業 魚町銀天街など
- 大阪市学校図書館支援モデル事業
- 同和教育研究指定校、幅広い意味での人権教育のための研究・モデル事業に
- （社）首都圏産業活性化協会 産業クラスター政策モデル事業
- 文部科学省教育改革推進モデル事業
- 防災マップ作成モデル事業（旧国土庁）
- 沖縄県やんばる地域でのモデル事業(環境省)
- モデル事業冬季営業　旭川市旭山動物園など
- 超長期住宅先導的モデル事業
- 環境省エコツーリズムモデル事業
- 特別支援教育モデル事業
- 旧建設省都市局モデル事業「広場公園事業」
- 経済産業省のモデル事業 プラグインハイブリッドカー・PHVタウン
- えひめの祭り観光ブランド化モデル事業 - 新居浜太鼓祭り
- 介護予防等在宅支援モデル事業 - 国立水俣病総合研究センター
- 環境省ESTモデル事業
- NPOバンクを活用した環境コミュニティビジネスのモデル事業
- 使用済小型家電の回収モデル事業 実施地区に江東区, 八王子市など選定
- 国土交通省 建築物省CO2推進モデル事業
- 環境省エコツーリズムモデル事業
- エコポイント関連モデル事業 事業仕分けで幾つか廃止に

## 関連
- 拠点校 - 文部科学省や地方公共団体の教育委員会が実施するモデル事業に指定された学校

## 参考
- [ www.env.go.jp/policy/etv/07_faq.html 環境技術実証モデル事業]
- 特別支援教育推進体制モデル事業の実際 文部科学省   2005
- 事業報告の作成実務と事例―全株懇事業報告モデル (別冊商事法務 (306)) 下山 祐樹
- ふるさとの川をつくる (1-4) (ふるさとの川モデル事業整備計画事例集) リバーフロント整備センター  1992
- ケアマネの仕事―詳報介護保険モデル事業 (日経BP社の介護保険シリーズ) 日経BP社医療局「介護保険」特別取材班  1999
- ザ・モデル事業 (続) 地域交流センター 1986
- 事業継続能力監査と倒産予測モデル 高田 敏文 2008